# Cerro del Hoyazo
El cerro del Hoyazo, también conocido como Volcán de la Granatilla o el Hoyazo de Níjar es un estratovolcán situado en la sierra Alhamilla, en el sur de la provincia de Almería (España) y a unos 3 km al este de la ciudad de Níjar. Su origen se encuentra en el Messiniense, hace unos 6,2 millones de años.

## Aspecto
Tiene una forma cónica con el cono volcánico medio derrumbado y erosionado; a la que es apreciable desde el aire, donde es ahora un conjunto de domos. El valle que se sitúa al O del cerro, es en verdad el cráter del antiguo volcán. Sus coladas de lavas son extensas a la que ocupa todo el desierto de Tabernas y los términos de los Baños de Sierra Alhamilla. 

## Vulcanismo
El volcán se originó a partir de la falla de Carboneras, en una zona conocida como la depresión de Almería-Níjar. Su formación está muy relacionada con los afloramientos volcánicos que se encuentran en la región del Rif, en Marruecos. El volcán se sitúa en una zona con un importante vulcanismo que comprende desde Cabo de Gata hasta Cartagena. Geológicamente, está compuesto de dacita y andesita con algún gneis suelto. La corona rocosa que rodea el cono volcánico no es realmente roca, sino los restos de un arrecife de coral fosilizado, principalmente porita, que en ocasiones sobresale hasta 300 metros sobre el fondo del volcán. También se pueden encontrar esparcidos minerales como biotita, sillimanita, cuarzo y plagioclasa.

## Alrededores

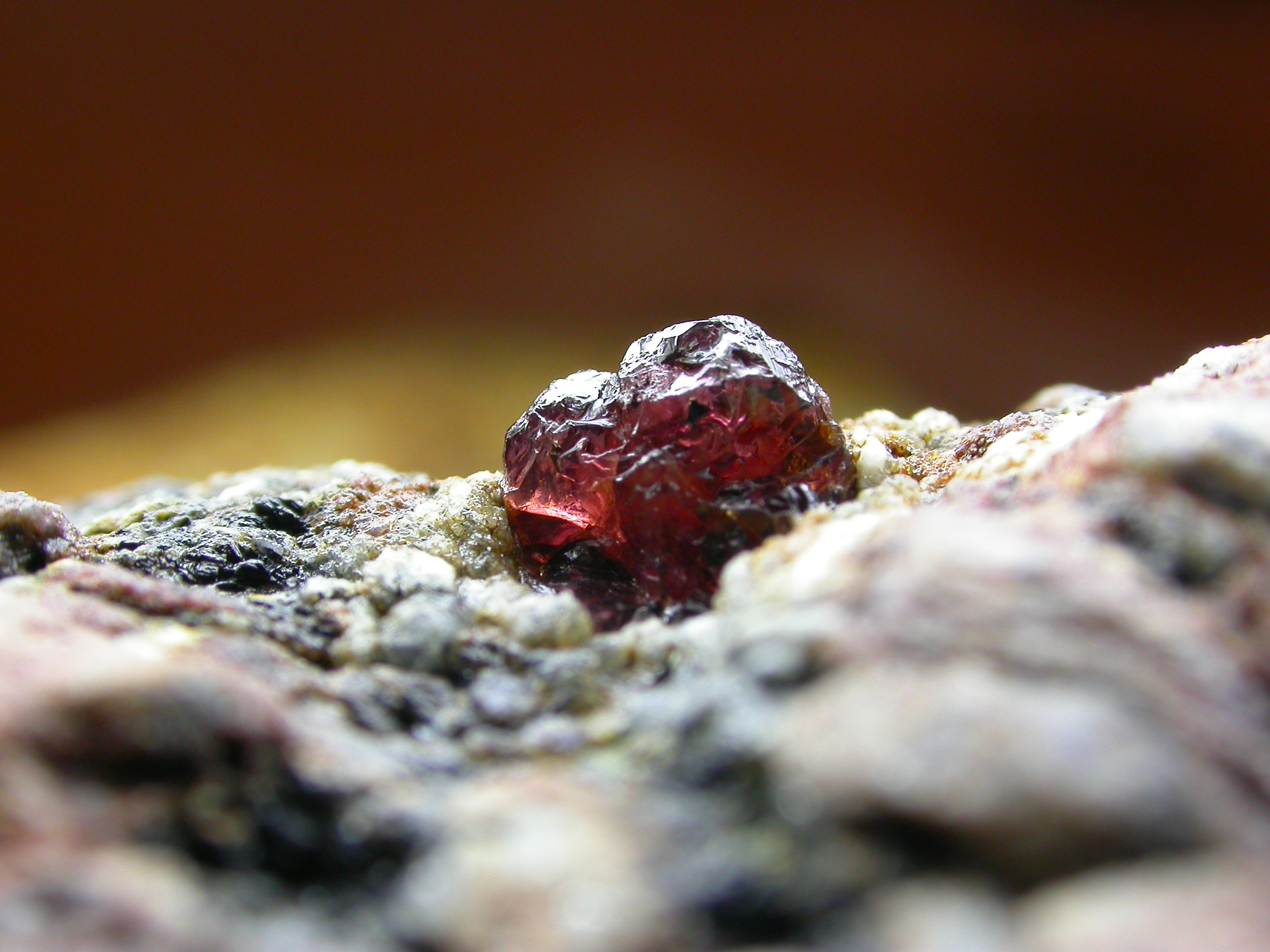

El Cerro del Hoyazo no es el único volcán que está en la sierra Alhamilla, hay otros dos estratovolcanes más que compone la sierra, como el Colativí. Por las laderas del volcán, hay yacimientos de unos minerales, llamados granates de variedad almandina, aunque también se encuentran de tipo andradita, alrededor de un 20%, y piropo. Muy común en la zona de Cabo de Gata. Son más abundantes en su cima. En sus laderas, hay restos de antiguos yacimientos mineros, pudiendo datar algunos de mucho tiempo atrás. Otros, en diferencia, son más recientes, estando fechados desde principios del siglo XX hasta 1933, era en la que el volcán fue considerado el segundo mayor yacimiento del mineral a nivel mundial, y que se utilizaba principalmente para la elaboración de papel de lija. Se llegaron a procesar entre 11.000 y 19.000  toneladas de mineral en total. El mineral hallado aquí no es adecuado para joyería, dado que sus variedades se encuentran muy fracturadas. Entre 1995 y 2000 se volvió a intentar la minería de este material en la zona, instalándose diversa maquinaria para ello, pero con escaso éxito.